# Variazioni (Webern)
Le Variazioni per orchestra, op. 30 di Anton Webern sono una composizione scritta nel 1940.

## Storia della composizione
Nel 1927 Webern aveva ottenuto un importante riconoscimento con l’assunzione di un lavoro alla radio e contemporaneamente era aumentata la sua attività di direttore d’orchestra, con conseguente miglioramento della propria situazione economica. Purtroppo, pochi anni dopo, le condizioni di vita del compositore sarebbero progressivamente peggiorate in maniera drammatica; nel 1932 Engelbert Dollfuss, ambizioso uomo politico originario della Bassa Austria, era riuscito a divenire Cancelliere federale della Repubblica dopo essersi sbarazzato di tutti i rivali. Poiché il suo Governo aveva in Parlamento un solo voto in più rispetto all’opposizione socialdemocratica, egli ricorse ad ogni sotterfugio per trasformare l’ordinamento democratico in un regime autoritario e antiparlamentare. Ammiratore di Benito Mussolini (che nel 1933 aveva garantito l’indipendenza dell’Austria in base a quanto sancito dagli accordi stipulati a Riccione), Dollfuss tentò di eliminare la socialdemocrazia e di promuovere una riforma costituzionale sul modello fascista dell’Italia. Come reazione contro l’instaurazione di un sistema di potere totalitario e antidemocratico, l’opposizione socialdemocratica unitamente alla lega difensiva repubblicana decise di promuovere il 12 febbraio 1934 uno sciopero generale, che fu represso con spietata durezza da truppe dell’esercito regolare e dalla milizia popolare. Il 1º maggio Dollfuss promulgò una nuova Costituzione, senza che essa fosse stata approvata dalle Corporazioni dei ceti professionali secondo quanto previsto nel testo della medesima. I nazisti austriaci cercarono di approfittare della situazione per conquistare a loro volta il potere assoluto in Austria, arrivando ad assassinare Dollfuss il 25 luglio 1934. Il dott. Kurt von Schuschnigg, succeduto a Dollfuss nella carica di Cancelliere federale, aveva proseguito ad esercitare il potere in forma autoritaria e l’undici luglio 1936 ritenne opportuno fare ampie concessioni ai nazisti austriaci, illudendosi in tal modo di placare le mire di annessione dell’Austria al Terzo Reich da parte di Adolf Hitler. Tutto inutile; la sera dell’undici marzo 1938, il Presidente federale austriaco Wilhelm Miklas fu costretto ad accettare le dimissioni di Schuschnigg e a nominare Cancelliere il traditore Arthur Seyss-Inquart, divenuto poi tristemente famoso come il “boia dell’Olanda” e impiccato nel 1946 a Norimberga per i suoi crimini contro l’umanità. Il 14 marzo, Hitler fece il suo ingresso trionfale a Vienna, in quel giorno non più Capitale dell’Austria. 
Con la perdita dell’indipendenza, l’Austria sarebbe rimasta sottoposta per sette lunghissimi anni a un regime dittatoriale ben peggiore di quello di Dollfuss. Le conseguenze furono terribili per moltissimi cittadini austriaci, soprattutto per i membri della comunità ebraica, ed anche per Webern le cose peggiorarono sensibilmente, in quanto fu inserito nella lista nera dei compositori di “musica degenerata”, perdette il lavoro alla radio e si vide proibita perfino qualsiasi attività pubblica. Come unica modesta risorsa finanziaria gli rimasero le lezioni private, purtroppo molto scarse. L’unico sostegno esterno gli fu tributato dalla Universal, da cui ebbe lavoro (invero, anonimo e ingrato) al solo fine di raggranellare un altro po’ di danaro per vivere in qualche modo. La situazione economica durante la tirannia nazista divenne tale per Webern che egli non poteva nemmeno acquistare un biglietto d’ingresso per assistere a un festival di musica contemporanea a Vienna (dove la sua musica era assolutamente bandita), ragion per cui si vide costretto ad accontentarsi di ascoltare le esecuzioni stando fuori della porta.
Desta perciò meraviglia e ammirazione che in un periodo talmente fosco e difficile per la propria vita, Webern sia riuscito nel 1940 a portare a compimento una delle sue maggiori opere orchestrali: le Variazioni per orchestra op. 30, che rivelano il musicista austriaco non solo come il più radicale e geniale tra gli allievi di Arnold Schönberg ma anche come un profeta, capace di fornire una serie di indicazioni che saranno raccolte dopo la sua prematura e tragica morte. La prima esecuzione delle Variazioni op. 30 avvenne nella città di Winterthur in Svizzera il 3 marzo 1943 sotto la direzione di Hermann Scherchen, alla presenza dell’autore. Fu questa l’ultima volta in cui Webern ebbe la fortuna di poter assistere all’esecuzione pubblica di una delle sue opere.

## Struttura della composizione
Le Variazioni per orchestra op. 30 rappresentano probabilmente la più perfetta tra le opere di Webern, certamente quella in cui l’autore raggiunge il livello più alto di concentrazione intensa della forma e dell’espressione. Lo stesso Webern, pur nella sua innata modestia e sincerità d’intenti, era consapevole della portata rivoluzionaria e innovativa della sua ultima composizione orchestrale e al riguardo volle precisare: «… in questa mia partitura c’è uno stile nuovo. Quale stile?... Credo un nuovo stile, che nel materiale segue esattamente le leggi della natura come le forme del passato seguivano la tonalità, dunque uno stile che forma una tonalità che sfrutta in maniera ancora diversa le possibilità offerte dalla natura del suono», e proseguì: «Con i primi dodici suoni, cioè con la serie, c’è già in germe tutto il contenuto del pezzo». Da parte sua, Giacomo Manzoni osserva: «di fatto proprio partendo dai rapporti interni degli intervalli della serie, qui come altrove Webern costruisce un edificio solido, di grande bellezza sonora e di estrema raffinatezza timbrica. Interessante notare come l’autore abbia pensato queste variazioni come un’ouverture in forma di sonata: il tema funge da introduzione, la prima variazione da primo tema, la seconda da “passaggio”, la terza da secondo tema, la quarta da ripresa del primo tema (ma in senso di sviluppo) mentre la quinta riprende il carattere dell’introduzione e del “passaggio” per condurre alla coda (sesta variazione)».
- Il tema consiste in una frase di quattro note (due semitoni, superati da una terza minore) con una forma ritmica irregolare (dove una nota è sempre più breve delle altre tre); esso viene enunciato inizialmente dai contrabbassi e riproposto in fogge differenti dall’orchestra. Il tema di per sé si presenta dunque come un insieme di variazioni in miniatura.

- La prima variazione prende vita dall’impulso principale la cui forma deriva da accordi enfatizzati, enunciati dapprima dagli strumenti a corda in pizzicato e successivamente dagli ottoni; in questa variazione una linea melodica sostenuta passa da uno strumento o da un gruppo strumentale a un altro, mentre ripetuti accordi in staccato formano un retroscena pulsante su ciascuna sezione dell’orchestra a turno. Il tempo, che nel tema veniva controllato dal carattere di ciascuna variante motivica, è qui per un periodo più lungo statico, con il tempo più veloce collegato a una dinamica forte e il tempo più lento al pianissimo.

- La seconda variazione ha il suo sviluppo mediante l’alternarsi di accordi di quattro note in sostenuto e staccato. Webern anche qui tratta i quattro gruppi orchestrali come unità separate, salvo un momento in cui un violino solista completa un accordo di ottoni. Il tempo anche in questo caso è collegato alle dinamiche, ma, essendo ora principalmente veloce, il livello dinamico è ridotto solo al finale condensato delle frasi.

- Nella terza variazione vi sono due componenti diverse, di cui una che si muove lentamente con i contorni di ciascuna frase di quattro note spesso ampiamente separati da pause, mentre l’altra si basa su gruppi ricorrenti di tre note con spazi regolari più una quarta nota enunciata isolatamente (prima o dopo) altrove nell’orchestra. Vi è anche un elemento “estraneo”, costituito da una figura di note punteggiate che riprende la funzione enfatizzante degli accordi che profilano la forma del tema.

- Se la quarta variazione costituisce una ripresa del tema principale, la quinta variazione si configura come uno scherzo in miniatura, nel quale il motivo ritmico è suddiviso nell’orchestra in contrappunti frammentari con accordi in quattro parti.

- Nella sesta variazione le forme ritmiche sono talmente estese da essere a stento riconoscibili, salvo allorquando il tempo diviene più veloce e raggiunge il culmine dell’intensità. Gli accordi enfatizzanti degli ottoni in sordina si adattano alla lontananza della metamorfosi finale e la musica si conclude con una pausa di silenzio che precede la cadenza bruscamente spezzata[10].

## Discografia parziale
- Berliner Philharmoniker, Pierre Boulez (Deutsche Grammophon)
- Cleveland Orchestra, Christoph von Dohnányi (Decca)
- London Symphony Orchestra, Pierre Boulez (Sony-BMG)
- Philharmonia Orchestra, Robert Craft (Naxos)
- Staatskapelle Dresden, Giuseppe Sinopoli (Apex Teldec)
- Ulster Orchestra, Takuo Yuasa (Naxos)